# Многоцветный бородастик
Многоцветный бородастик (лат. Psilopogon rafflesii) — вид птиц семейства бородастиковых. Распространён в Юго-Восточной Азии: в Мьянме, Таиланде, Малайзии, Сингапуре, Индонезии и Брунее. Обитает в  субтропических и тропических низинных лесах и на сельско-хозяйственных плантациях. Подвиды не выделены.

## Описание
Многоцветный бородастик — птица средних размеров: длина варьирует в пределах 24,5— 27 см, масса 99 — 150 г.
Самцы и самки окрашены почти одинаково. Основной цвет зелёный, макушка головы красная. Красные отметины также есть под глазами и по бокам шеи. Горло и широкие брови ярко-голубые. От мощного чёрного клюва через глаза идёт широкая чёрная полоса, под которой на горле находится ярко-жёлтое пятно. Молодые особи и самки напоминают самцов, отличаясь более тусклой окраской 

## Ареал
Область распространения многоцветного бородастика охватывает Малайский полуостров, Суматру, Калимантан. Площадь ареала составляет около 3 миллионов квадратных километров.

## Поведение и экология

### Вокализация
Песня разноцветного бородастика представляет последовательность из 10–15 ровных, звучных уханий, произносимых с постоянной частотой три в секунду, за исключением заметно более длинной паузы после второй или первой и второй нот: «хуп-хуп», «хуп-хуп-хуп…». Обычно птица поёт, сидя на высоком насесте в густой листве. 

### Питание
В поисках пищи птицы обследуют нижние ярусы вторичных и первичных лесов на склонах и в низинах. Фермеры видели их на плантациях каучука и дуриана. 
Многоцветные бородастики питаются фруктами и ягодами, которые собирают в нижних ярусах леса. Но также они могут кормиться в кронах таких деревьев,  как Ficus microcarpa, плоды которого (сикониумы) он легко раскрывает.  В рацион входят различные фрукты, включая масличные, пальму Макартура, кариоту, маллотуса метельчатого, дикую корицу (Cinnamomum iners) и Syzygium polyanthum. В Сингапуре многоцветный бородастик был отмечен.ю питающимся плодами Canthiumera glabra — дерева из семейства мареновых. . 
Форма клюва разноцветного бородастика отлично подходит для добычи беспозвоночных: личинок, термитов, богомолов, кузнечиков и муравьев, улиток, которых они извлекают из земли или гнилой древесины. Бородастики могут входить в смешанные стайки насекомоядных  воробьиных птиц, которые ищут пищу в нижних ярусах деревье . 

### Размножение
Подобно другим представителям семейства, многоцветный бородастик гнездится в дуплах, которые птицы делают в сухих деревьях.

## Природоохранный статус
Многоцветныйй бородастик внесён в Красную книгу МСОП как близкий к уязвимому положению вид. 
В Сингапуре из-за вырубки лесов область обитания многоцветного бородастика ограничена природным заповедником Букит Тимах.